# Liste der brasilianischen Orden und Ehrenzeichen
Diese Liste gibt einen Überblick über die brasilianischen Orden und Ehrenzeichen.

## Königreich
- Medaille zur Erinnerung an die Kämpfe bei Cayenne (1809)

## Kaiserreich
- Kaiserlicher Orden vom Kreuz (1822–1890)
- Medaille für den Feldzug 1817–1822 (1823)
- Medaille für den Unabhängigkeitskrieg in Bahia (1825)
- Pedro-Orden (1826)
- Orden der Rose (1829)
- Medaille für den Eskadrekampf in der Passage von Tonelero (1852)
- Medaille für die Operation am Rio de la Plata (1852)
- Medaille für den Orientfeldzug (1865)
- Medaille zur Erinnerung an die Seeschlacht bei Riachuela (1865)
- Tapferkeitsmedaille des Heeres (1867)
- Medaille für die Kämpfe um die Festung Humaitá (1868)
- Verdienstmedaille für das Heer und die Marine (1868)

## Republik
- Medaille für Humanität (1889)
- Militärdienstmedaille (1901)
- Verdienstmedaille (1906)

Wappen der Föderativen Republik Brasilien

- Nationaler Orden vom Kreuz des Südens (1932)
- Marine-Verdienstorden (1934)
- Militär-Verdienstorden (1934)[1]
- Luftfahrt-Verdienstorden (1943)[2]
- National-Verdienstorden (Ordem Nacional do Mérito) (1946)
- Medaille des Friedensstifters (1953)[3]
- Sport-Verdienstorden (1954)
- Verdienstmedaille „Santos-Dumont“ (1956)[4]
- Tamandaré-Verdienstmedaille (Medalha Mérito Tamandaré) (1957)[5]
- Rio-Branco-Orden (Ordem de Rio Branco) (1963)[6]
- Arbeiter-Verdienstorden (1965)
- Medaille „Freund der Marine“ (Medalha de Amigo da Marinha) (1966)
- Ordem Nacional do Mérito Científico (1993)
- Verteidigungs-Verdienstorden (2002)
- Verdienstmedaille der Generalstabschefs (2015)[7]